# Colli di Scandiano e di Canossa bianco
Le Colli di Scandiano e di Canossa bianco est un vin blanc de la région Émilie-Romagne doté d'une appellation DOC depuis le 20 septembre 1996. Seuls ont droit à la DOC les vins récoltés à l'intérieur de l'aire de production définie par le décret. Les vignobles autorisés se situent en province de Reggio d'Émilie dans les communes de Albinea, Quattro Castella, Bibbiano, Montecchio, San Polo d'Enza, Canossa, Vezzano sul Crostolo, Viano, Scandiano, Castellarano et Casalgrande ainsi qu'en partie sur le territoire des communes Reggio d'Émilie, Casina, Sant'Ilario d'Enza et Cavriago.
Voir aussi les articles Colli di Scandiano e di Canossa bianco frizzante, Colli di Scandiano e di Canossa bianco spumante et Colli di Scandiano e di Canossa bianco classico.

## Caractéristiques organoleptiques
- couleur : jaune paille plus ou moins clair
- odeur : délicat, aromatique
- saveur : sec ou doux, harmonique, frais,

Le Colli di Scandiano e di Canossa bianco se déguste à une température de 10 à 12 °C et il se boit jeune.

## Production
Province, saison, volume en hectolitres : 
- Pas de données disponibles